# كأس السويد 2013–14
كأس السويد 2013–14 (بالسويدية: Svenska cupen i fotboll 2013/2014)‏ هو الموسم 58 من كأس السويد. أقيم خلال الفترة 21 مايو 2013 وحتى 2014، وأشرف على تنظيمه اتحاد السويد لكرة القدم، وكان عدد الأندية المشاركة فيه 96، وفاز فيه نادي إلفسبورغ.

## نتائج الموسم
| المركز | فريق          | لعب | ف | ت | خ | له | عليه | ف.أ | نقاط | ملاحظة |
| ------ | ------------- | --- | - | - | - | -- | ---- | --- | ---- | ------ |
|        | نادي إلفسبورغ |     |   |   |   |    |      |     |      |        |